# Pilawa (Wappengemeinschaft)
Pilawa bezeichnet ein polnisches Wappen, welches von verschiedenen Familien des polnischen Adels (Szlachta), insgesamt ca. 160 verschiedene Adelsgeschlechter, in der Zeit des Königreichs Polen und der polnisch-litauischen Union verwendet wurde.

## Namhafte Persönlichkeiten
Mikołaj Kamieniecki, Klemens Moskarzewski, Mikołaj Potocki, Jan Potocki, Antoni Protazy Potocki, Roman Ignacy Potocki, Józef Potocki, Andrzej Potocki, Feliks Kazimierz Potocki, Katarzyna Potocka, Roman Potocki, Stanisław Kostka Potocki, Franciszek Salezy Potocki, Stanisław Szczęsny Potocki, Anna Stanisławska.